# Filos agilis
Filaceae, Filos, Filidae
Famille
Genre
Espèce
Filos agilis, unique représentant du genre Filos et de la famille des Filidae (syn. Filaceae), est une espèce de protistes de l’ordre des Pseudodendromonadales (organismes flagellés de la classe des Bicosoecophyceae dans l'embranchement des Bigyra).

## Étymologie
Le nom générique, Filos, dérive du grec ancien φιλέω (philéô), « aimer », que les auteurs mentionnent comme « ami », et qui fait référence à « la relation épibiontique avec Apoikia ».
L'épithète spécifique, du latin agilis, « agile », fait référence à son mouvement natatoire.

## Description
Le genre Filos est un Bigyra dépourvu de lorica, vivant dans le mucilage d'Apoikia (Chrysophyceae de la famille des Apoikiaceae). Sa cellule fait 2,5 µm de long. Un seul flagelle émerge de la cellule, qui dispose d’un appareil d'ingestion cytostome/cytopharynx. La surface cellulaire est recouverte d'une couche organique. Une seule mitochondrie est située à proximité des corps basaux. Le radicelle n° 2 comprend 8 microtubules. 

## Systématique
Le nom valide complet (avec auteur) de ce taxon est Filos agilis Kim (d), Yubuki (d), Leander (d) & Graham (d), 2010,.

## Publication originale
- (en) Eunsoo Kim, Naoji Yubuki, Brian S. Leander et Linda E. Graham, « Ultrastructure and 18S rDNA phylogeny of Apoikia lindahlii comb. nov. (Chrysophyceae) and its epibiontic protists, Filos agilis gen. et sp. nov. (Bicosoecida) and Nanos amicus gen. et sp. nov. (Bicosoecida) », Protist, Allemagne, vol. 161, no 2,‎ avril 2010, p. 177-196 (ISSN 1434-4610, e-ISSN 1618-0941, DOI 10.1016/j.protis.2009.09.003, lire en ligne [PDF], consulté le 29 novembre 2024).